# Millettia psilopetela
Millettia psilopetela é uma espécie vegetal da família Fabaceae.
Pode ser encontrada nos seguintes países: República Democrática do Congo e Uganda.